# Arnold Waeber
Pour les articles homonymes, voir Waeber.
Arnold Waeber, né le 27 janvier 1923 à Mariahilf (originaire de Schmitten et de Fribourg) et mort le 8 mai 1988 à Tavel, est une personnalité politique suisse, membre du Parti démocrate-chrétien.
Il est préfet du district de la Singine de 1957 à 1966, puis conseiller d'État du canton de Fribourg jusqu'en 1981, à la tête de la Direction des finances.

## Sources
- Georges Andrey, John Clerc, Jean-Pierre Dorand et Nicolas Gex, Le Conseil d’État fribourgeois : 1848-2011 : son histoire, son organisation, ses membres, Fribourg, Éditions La Sarine, 2012, 143 p. (ISBN 978-2-88355-153-4, lire en ligne), p. 88
- Les élections fribourgeoises de 1976 : Ces hommes et femmes que nous avons élus, Fribourg 1977, annuaire officiel du canton de Fribourg, Chronique fribourgeoise. 1988